# Пролив Селдона
Пролив Селдона (лат. Seldon Fretum) — узкий участок жидкости в углеводородном море Кракена на Титане, спутнике Сатурна.

## География и геология
Центр имеет координаты 66°00′ с. ш. 316°36′ з. д. / 66° с. ш. 316,6° з. д.. Размер пролива составляет 67 км. Пролив находится внутри моря Кракена, тонким перешейком соединяет два крупных углеводородных резервуара, которые вместе образуют данное углеводородное море. На западе омывает остров Бермуды, а к западу от него расположены острова Хуфайдх. Пролив обнаружен на снимках с космического аппарата «Кассини».

## Эпоним
Назван именем Гэри Селдона — персонажа серии произведений Айзека Азимова «Основание», первого министра Галактической Империи. Название было утверждено Международным астрономическим союзом в 2015 году.